# Die Hexe vom Korso

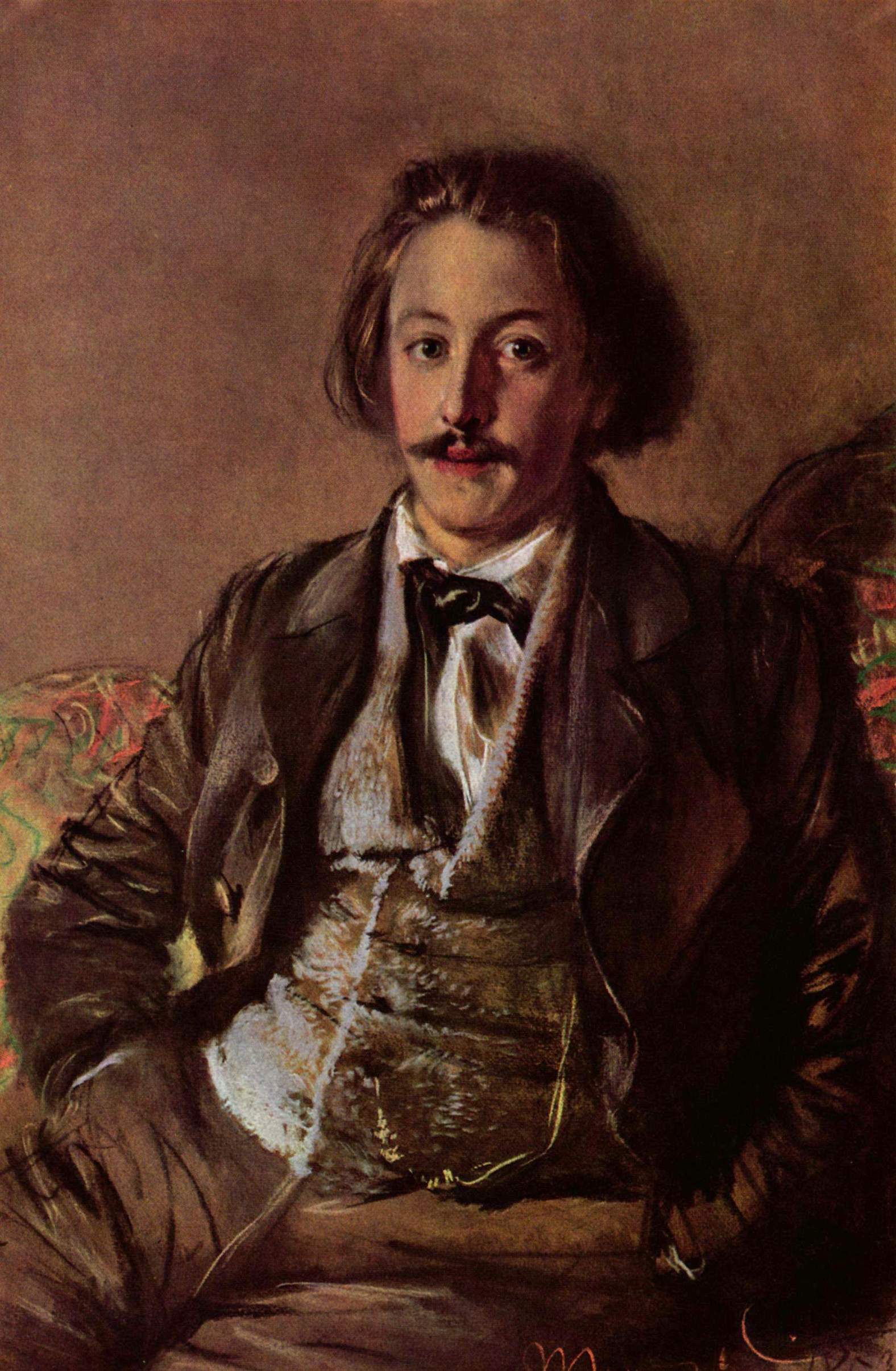
Paul Heyse auf einem Gemälde von Adolph Menzel anno 1853

Die Hexe vom Korso ist eine Novelle des deutschen Nobelpreisträgers für Literatur Paul Heyse, die 1879 entstand und 1881 in Berlin erschien.

## Inhalt
Erich, der „jüngste Sohn eines schlichten holsteinischen Pfarrers“, setzt sich als 20-Jähriger gegen den Vater durch – studiert an der Berliner Bauakademie und begibt sich vier Jahre später als angehender Architekt nach Rom. Als der fahlbonde junge Stipendiat des preußischen Ministeriums, ein Kerl mit derben Knochen und etwas ungeschlachten Manieren, einen Teil seines Stipendiums bei einem Bankier in der Via della Vite abhebt, wird er von einem Kriminellen beobachtet, wenig später auf offener Straße am Korso, Ecke Via dei Pontifici, überfallen, nach heftiger Gegenwehr niedergestochen und beraubt. Die junge Italienerin Signora Gemma Durand, ein „königliches Weib“, liest Erich von der Schwelle ihres Hauses auf und ruft den überaus tüchtigen Arzt Susina. Dieser zieht dem Schwerverletzten den Dolch aus der Schulter und kümmert sich um den Kranken. In fieberfreien Stunden spielt der „arme Fremdling“ mit Bicetta, der fünfjährigen Tochter Gemmas. Sobald es Erich in seinem Rekonvaleszentenwinkel besser geht, verschlingt er Gemma mit Blicken. Mit Frauen hat Erich noch keine Erfahrung.
Marchese L. erklärt Gemma brieflich seine Liebe und wird abgewiesen. Gegen den vornehmen Adligen ist Arrigo – wie Erich von den Italienern gerufen wird – ein Bettler. Trotzdem hält Gemma still, als er sie lebhaft auf die Wange küsst. Frau Durand ermahnt den langsam genesenden Heißsporn lediglich: „… seid vernünftig. Wenn die Mutter Euch so fände.“ Gemma meint ihre grantige alte Mutter, die mürrisch den Haushalt im Alleingang bewältigt.
Erich zieht aus; wechselt in seine alte Unterkunft. Freund Kürdchen macht einen Krankenbesuch. Der Freund kennt Rom inwendig; besonders die Gegend um den Korso. Gemma werde von den Einheimischen dieser Gegend Hexe vom Korso genannt, seit sie mit dem französischen Konsul Monsieur Durand auf dem Karneval als Hexe kostümiert erschienen war. Durand habe seine Frau später einfach per Schiff in Richtung Marseille verlassen.
Als Gemma Ernst macht und mit Erich fürderhin zusammenleben möchte, grübelt der Beglückte: Lebt ihr Mann? Gemma lässt das nicht gelten: „Mein Mann hat mich schmählich verlassen.“ Genauso wie Gemma sich keinem Manne unterwirft, will er ihr nicht auf der Tasche liegen. Darauf Gemma: „Solange ich keine Bettlerin bin, wird zwischen uns von Geld … nicht gesprochen … lieber Narr …“. Zwar will Erich vor Gemma aus Italien flüchten, doch er muss die Frau vor dem zudringlichen Marchese L. beschützen.
Zu spät. Als Erich Gemma aufsucht, liegt diese in ihrem Blute – vom Marchese, der sie nicht bekommen kann, erstochen. Ganz tot ist Gemma zunächst noch nicht. Sie lässt sich von Erich auf den Mund küssen und stirbt beruhigt. Der Marchese hatte jenen Dolch verwendet, der in Erichs Schulter gesteckt hatte. Also kommt Erich als Tatverdächtiger in Haft. Auf Gemmas Beerdigung verrät sich der Marchesa L. allerdings am offenen Grab.
Kürdchen bringt Erich die Botschaft von der Freiheit ins Gefängnis. Erich möchte für die kleine Bicetta sorgen. Die Großmutter und das Kind haben Rom mit unbekanntem Ziel verlassen.

## Rezeption
- 1965, Erler spricht den „Schönheitskult“ Heyses seinen Wert ab: „Gemmas exquisite erotische Qualitäten sind doch nur die Eigenschaften »eines schönen Tieres, mit dem man nichts zu reden weiß«.“[3]
- 1998, Sprengel meint, Heyse habe die charakterlichen Gegensätze der beiden Protagonisten Gemma und Erich – rassig versus bieder – übertrieben[4]

### Ausgaben
- Die Hexe vom Korso S. 399–487 in: Paul Heyse: Das Mädchen von Treppi. Italienische Liebesgeschichten. Mit einem Nachwort von Gotthard Erler. Illustrationen: Wolfgang Würfel. 512 Seiten. Buchverlag der Morgen, Berlin 1965

### Sekundärliteratur
- Werner Martin (Hrsg.): Paul Heyse. Eine Bibliographie seiner Werke. Mit einer Einführung von Norbert Miller. 187 Seiten. Georg Olms Verlag, Hildesheim 1978 (Schreibmaschinenschrift), ISBN 3-487-06573-8
- Peter Sprengel: Geschichte der deutschsprachigen Literatur 1870–1900. Von der Reichsgründung bis zur Jahrhundertwende. München 1998, ISBN 3-406-44104-1